# 日本とコロンビアの関係
日本とコロンビアの関係（スペイン語: Relaciones Colombia-Japón、英語: Japan–Colombia relations）では、日本とコロンビアの関係について概説する。

## 両国の比較
|             | コロンビア                   | 日本                           | 両国の差                   |
| ----------- | ---------------------------- | ------------------------------ | -------------------------- |
| 人口        | 5034万人（2019年）           | 1億2711万人（2015年）          | 日本はコロンビアの約2.5倍  |
| 国土面積    | 113万9000 km²                | 37万7972 km²                   | コロンビアは日本の約3倍    |
| 首都        | ボゴタ                       | 東京都                         |                            |
| 最大都市    | ボゴタ                       | 東京都区部                     |                            |
| 政体        | 共和制 大統領制              | （民主制）議院内閣制           |                            |
| 公用語      | スペイン語                   | 日本語（事実上）               |                            |
| 国教        | なし                         | なし                           |                            |
| GDP（名目） | 3236億1598万米ドル（2019年） | 5兆819億6954万米ドル（2019年） | 日本はコロンビアの約15.7倍 |

## 歴史

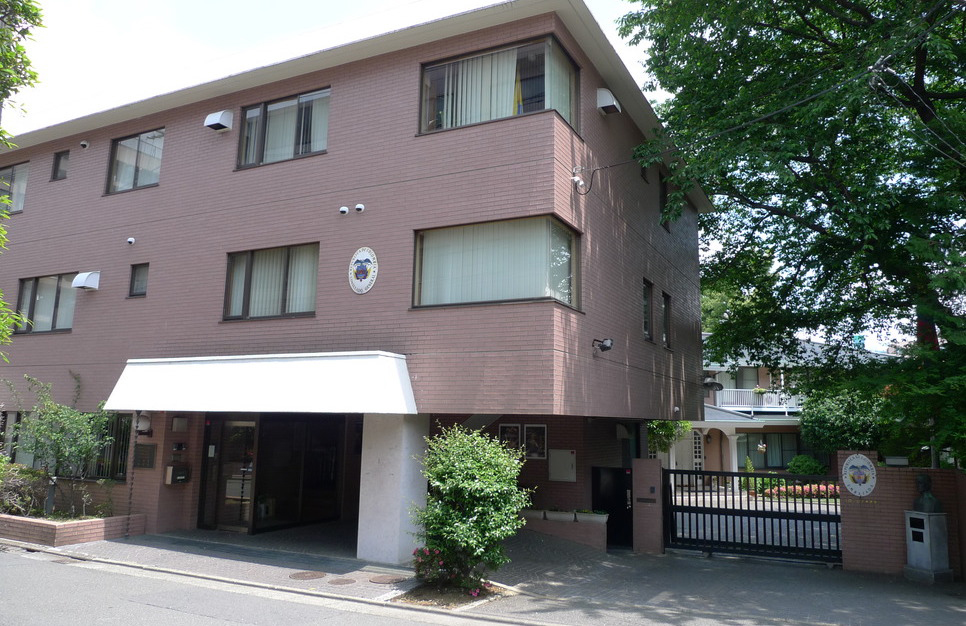
在日コロンビア大使館（東京）

日本とコロンビアの外交関係は、1898年2月10日に日本政府が在米コロンビア代理大使に書簡を送り、二国間の外交関係を提案したことに遡る。
これに対しコロンビア政府は「時期尚早」と回答 し、両国の国交樹立はいったん見送られたが、10年後の1908年5月25日にアメリカ合衆国ワシントンD.C.で「日本コロンビア修好通商航海条約」が調印され、同年12月10日に批准された事により開始された。
日本はコロンビアとの友好条約で最恵国待遇を与えなかった。そして、このことが1934年にコロンビアが日本との条約を破棄する口実に至った。
初めて日本を訪れたコロンビア人は旅行家のニコラス・タンコ・アルメーロ（1830‐1890）であり、国交樹立前の明治4年（1871年）11月のことであった。キューバ系コロンビア人のニコラスは裕福な資産家の息子で、日本の歴史、経済事情、風俗、日本人の宗教観などについて詳細に記した旅行記を出版している。
ニコラスは日本の街並みの清潔さに驚嘆し、次のように記述している。
一方、日本人の宗教観については以下のように記述している。
また、日本人像について辛辣な見方もしている。
コロンビアに初めて足を踏み入れた日本人は庭師の川口友広とされている。1908年、商用目的で日本を訪れたコロンビア人アントニオ・イスキエルド（1862‐1922）が川口ら3名の日本人（2名は氏名不詳）をコロンビアに連れて帰り、川口は首都ボゴタにあるイスキエルド所有の森林を整備し、1910年に開催された独立100周年記念の博覧会場として利用された。川口は日本で皇族の庭仕事をしていただけでなく、大隈重信の下でも働いていた経験があり、大隈は川口を推挙することでコロンビアとの外交関係を友好的に拡大したいと考えていた。渡航後の川口らの消息は不明だが、ボゴタに川口の墓碑があるとの未確認情報もある。
川口の次にコロンビアに入国した日本人は1915年、広島県竹原市出身の水野小次郎である。水野はカリブ海沿岸のバランキージャに移住し、同郷の者を呼び寄せ、これが日系コロンビア人の源流となった。
コロンビアは移民を積極的に受け入れた他のラテンアメリカ諸国とは異なり、ほとんど移民を受け入れない国だった。その理由として、国土を分断するように長大なアンデス山脈がまたがりインフラの開発が遅れていたこと、首都ボゴタが海から遠く離れた内陸の高地にありアクセスが不便だったこと、太平洋側の開発が進まず移民の受け入れに消極的だったことが挙げられる。
このためコロンビアは南米では最も早い時期に空路を開設した国であり、コロンビアのフラッグキャリアであるアビアンカ航空はオランダのKLMオランダ航空に次いで世界で2番目に古い航空会社である。
20世紀初頭には千日戦争の影響でパナマがコロンビアから分離独立し、この地域へのアメリカ合衆国の影響力が強まった。このことに脅威を感じたラファエル・レジェス・プリエト大統領は、米国に対抗し、人口が希薄なパナマ国境地帯の守りを固めるために日本人を入植させる計画に乗り気であったとされる。しかし、コロンビア国内の政情不安や黄禍論の影響もあり、この計画は実現しなかった。
在神戸のコロンビア領事館で領事を務めたホセ・マシアス（在任1923‐1926）は、日本人移民の受け入れに反対し、次のように述べている。
その後、政変で国外に亡命していたレジェス元大統領が政界に復帰した1920年から日本人の移民計画が本格的に始まった。レジェスは日本を訪問し、コロンビアへの移民募集を呼びかけた。レジェスは自ら日本人移民のための契約書を準備する用意があると述べた。レジェスは中国人やインド人、黒人に対しては差別的感情を抱いていたが、日本と日本人の能力を高く評価していたのである。
1929年からコロンビアへの日本人の入植が開始された。主に福岡県から「農業試験移民」がコロンビア太平洋岸のカウカ県コリント郡、バジェ・デル・カウカ県バジェ平原などに移住した。海外興業株式会社はコロンビアへの移住を推奨するため福岡県内の町や村に次のようなキャッチコピーの広告を掲載した。
コロンビアは1918年に日本駐在の最初の名誉領事を任命し、1919年には最初の領事館を横浜に開設し、1934年に東京に公使館を開設した。1930年には日本とコロンビアの港湾を結ぶ最初の直行便が開設された。
一方、日本は1934年に最初の外交団をボゴタに派遣し、同年、ボゴタに帝国大使館を開設した。戦後の1957年には両国ともに大使館に格上げした。
1928年、昭和天皇即位の礼の式典にコロンビア領事の席が用意されておらず、激怒した領事がコロンビア政府に日本との友好条約破棄を提案した。その主な理由として、日本がコロンビアに最恵国待遇を与えなかったこと、貿易の不均衡を挙げた。当時、日本政府はコロンビアからの輸入品に対して100-300％という高い関税を課しており、公正な貿易関係には程遠い、というものであった。
当時、コロンビア、エクアドル、ベネズエラ、ドミニカ共和国、ハイチなどの中南米諸国では「貿易不均衡の是正に日本政府は不誠実である」との認識が広がっており、数か国が友好条約の破棄という報復手段に出ていた。
コロンビア政府も貿易赤字が増大する一方という事態に不満を持ち、ボゴタに公使館が設置された直後の1934年10月30日に友好条約を破棄した。
こうした状況にもかかわらず、コロンビアに日本人移民を積極的に受け入れようとする動きがあった。ミロクレテス・ドゥランゴというコロンビア人は日本の外務大臣宛てに少なくとも2回書簡を送り、コロンビアの国土の5分の1相当の土地を提供し、日本の総人口の10分の1程度の移民を受け入れる用意があると述べ、具体的にはプトゥマヨ県やサンタンデール県への入植計画、太平洋沿岸に2箇所の日本人移住地を建設する計画を挙げている。
1941年12月の太平洋戦争開戦で両国の外交関係は断絶した。第二次世界大戦で連合国に参戦したコロンビアは対日宣戦布告はしなかったものの、枢軸国である日本、ドイツ、イタリアとの国交を断交した。このため日本では在京のスイス大使館がコロンビア政府の代理代表となり、コロンビアでは在ボゴタのスペイン大使館が日本政府の代理代表となった。
戦時中、コロンビア在住の日本人はコロンビア人の憎悪の標的となり、バランキージャでは日本人経営の商店や理髪店、レストランなどが投石の被害に遭い、日本人が罵倒されることもあった。また、商店では日本人への商品の販売を拒否するところもあった。
カウカ県の日本人移住地では、一軒一軒の家が離れていたため、略奪の対象となった。母子家庭の家に強盗が押し入り、抵抗した日本人女性が殺害される事件（イシバシ・モモヨ殺害事件）も起きた。
日本人移民は自衛のために銃器で武装したが、警察に押収された。日本人移住者は強盗が武装していることを知っており、強盗に襲われた場合は抵抗せず、彼らの要求するものを差し出すことにした。
バランキージャでは、ある日本人男性が宝くじに当選したが、敵国人であるという理由で当選金が支払われなかった。そうした対応が全国紙に掲載されたところ、その措置を称賛する声が集まった。この男性はコロンビアで事業に失敗し、日本に帰国することを考えていたが、宝くじの当選金が支払われず、帰路の旅費を工面することができなかった。日本の親類とも疎遠になっていたため、人生を悲観したこの男性はマグダレーナ川に投身自殺した。
アメリカは米国の生命線であるパナマ運河に地理的に近いコロンビアの日系人を国家安全保障上の重大な脅威とみなしていた。米国は日本とコロンビアが接近し、コロンビアがアトラト川とナナピ川を経由して大西洋と太平洋を結ぶ別の運河を建設するために日本人移民を積極的に受け入れるのではないかとの疑念を深めたのである。
米国は「コロンビアにとって日本は敵である」という印象を植え付けるため、あらゆるデマを流した。コロンビア在住の日本人がスパイ行為や破壊活動に関与したとして証拠もなく告発された。太平洋沿岸に日本の潜水艦が出没し、ゴムボートで上陸した日本人がゲリラ活動に必要な武器や装備を携え、パナマ運河の破壊に使用するための軍用品がトゥマコに陸揚げされたという噂が広がった。
戦時中、一部の日本人はクンディナマルカ県フサガスガの敵国人収容所に収容され、日本人移住地は厳重な監視下に置かれた。しかし、このような状況下でも日本人移民の農地の拡大・分散が続いた。
戦後の1954年に両国は国交を再開し、21世紀の今日に至るまで友好関係が続いている。
要人往来としては1989年にはビルヒリオ・バルコ・バルガス大統領が、1994年にセサル・ガビリア大統領が訪日し、1999年にアンドレス・パストラーナ・アランゴ大統領が、2005年にアルバロ・ウリベ大統領が、2011年にフアン・マヌエル・サントス大統領が訪日している。
日本の要人としては1984年に福田赳夫元首相が、1985年に安倍晋太郎外務大臣が、1992年に海部俊樹元首相がコロンビアを訪問している。2014年7月、安倍晋三内閣総理大臣が現役の日本の首相として初めてコロンビアを訪問し、フアン・マヌエル・サントス大統領と会談した。

## 現況
コロンビアの歴代政権は、米国との協調を優先しつつ、近隣アンデス諸国、メルコスール諸国及びヨーロッパ連合（EU）諸国との友好関係を維持。さらに日本を始めとするアジア・太平洋諸国との交流強化を外交政策の基本方針としている。特に2000年代以降は、メキシコ、チリ、ペルーと共に、メルコスールやアンデス共同体、南米共同体の加盟国間の経済統合を志し、また環太平洋パートナーシップ協定（TPP）に代表されるアジア太平洋地域との政治経済関係強化を目標に太平洋同盟を形成するなど、アジア諸国との関係強化を打ち出している。このことから日本との交流もさらに深まっており、2015年には二国間で投資協定が結ばれた。
経済においては、1996年以降、日本はコロンビアにとって米国とベネズエラに次ぐ三番目の貿易相手国となっており、2018年のコロンビアの対日輸入は1225億円、主要品目は自動車、鉄鋼、ゴム製品等であった。一方、対日輸出は814億円に上り、世界第三位の生産量を誇るコーヒーを筆頭に石炭、原油、切り花等が主要品目となっている。

## 外交使節

### 駐日コロンビア大使・公使

#### 駐日コロンビア公使
1. ドミンゴ・エスゲラ・プラタ（英語版）（1934～1936年）
2. アルフレド・ミチェルセン・マンティージャ

#### 駐日コロンビア大使
- エドゥアルド・レストレポ・デル・コラル（1967年～、信任状捧呈は10月18日[32]）
- ルイス・ゴンサレス・バロス（1972年～、信任状捧呈は10月18日[33]）[34]
- フィデル・ドゥケ・ラミレス[35]（デュケ・ラミレス、1989年以前[36]～1991年[37]）
- ロドリゴ・ビジャミサル＝アルバルゴンサレス（1992～1995年、信任状捧呈は5月28日[38]）
- ペドロ・フェリペ・バレンシア・ロペス（スペイン語版、英語版）（1995～1998年、信任状捧呈は1996年3月18日[39]）
- カルロス・リカルド・グティエレス・コレア（1998～2002年、信任状捧呈は1999年3月10日[40]）
- （臨時代理大使）ルイス・アマデオ・エルナンデス・シトウ（2002～2003年）
- フランシスコ・ホセ・シエラ（2003～2007年、信任状捧呈は3月31日[41]）
- （臨時代理大使）ラウル・アルトゥロ・リンコン・アルディラ（2007年）
- パトリシア・エウヘニア・カルデナス・サンタ・マリア（スペイン語版、英語版）（2007～2014年、信任状捧呈は3月14日）
- ロベルト・ベレス・バジェホ（2014～2015年、信任状捧呈は7月2日）
- （臨時代理大使）アレハンドロ・ポサダ・バエナ（2015～2016年）
- ガブリエル・ドゥケ（2016～2018年、信任状捧呈は9月7日[42]）
- （臨時代理大使）アレハンドロ・ポサダ・バエナ（2018～2019年）
- サンティアゴ・パルド（2019～2022年、信任状捧呈は5月20日[43]）
- （臨時代理大使）フロル・アンヘラ・ドゥラン・コンスエグラ（2022～2025年）
- グスタボ・マカナキ・コルドバ（2025年～、信任状捧呈は1月23日[44]）